# Prostitución en la República Democrática del Congo
La prostitución en la República Democrática del Congo es legal, pero sus actividades relacionadas están prohibidas. El código penal congoleño sanciona el proxenetismo, la administración de burdeles, la explotación del libertinaje o prostitución, así como la prostitución forzada. Las actividades que inciten o promuevan la prostitución infantil son criminalizadas. A pesar de ello, el gobierno hace poco para que estas medidas sean puestas en práctica. Durante el período colonial y los años posteriores a la independencia, el Ministerio de Salud emitió tarjetas de llamadas, que identificaban a trabajadores sexuales y les proporcionen chequeos médicos. Sin embargo, este sistema fue abandonado desde la década de 1980. Las leyes del orden público son usadas a veces contra los trabajadores sexuales. Se han reportado que las prostitutas callejeras han sido víctimas de acoso, violencia y extorsión por parte de la policía. El Programa Conjunto de las Naciones sobre el VIH/SIDA estimó que hay 2.9 millones de trabajadores sexuales en el país.
Actualmente, es la falta de alimentos y extrema pobreza, las razones por la que las mujeres se dedican a la prostitución. Los comerciantes son los principales clientes, junto con los funcionarios que trabajan tanto en ONGs nacionales como internacionales. Muchos trabajadores sexuales ganan entre $2 y $5 dólares y en ocasiones se puede pagar el servicio con comida u otros bienes. Las prostitutas que trabajan en bares y clubes nocturnas reciben entre $10 y $20 dólares, y son conocidas como "londinenses", en referencia a que usan las mismas vestimentas que las chicas británicas durante los sábados por la noche. La "prostitución VIP" operan desde los hoteles, con trabajadores sexuales que ganan entre $50 y $100 dólares. Gran parte de la prostitución congoleña está conformadas con prostitutas extranjeras o por niños huérfanos que han sido acusados de brujería.

## VIH
La República Democrática del Congo fue uno de los primeros países africanos en reconocer el VIH, registrando casos hacia pacientes de hospitales hacia comienzos de 1983. ONUSIDA reportó en 2016, que había una prevalencia del VIH en el 5.7% de las trabajadoras sexuales, en comparación con 0.7% de la población general. Existe una reticencia entre los clientes en utilizar preservativos para sus relaciones sexuales, llegando incluso a pagar el doble si la prostituta acepta tener sexo sin protección. Médicos Sin Fronteras distribuye preservativos a los trabajadores sexuales y alienta a que los utilicen.

## Prostitución infantil
La prostitución infantil es un problema en el país, que ha sido generalmente ignorado por las autoridades. ONGs como la Asociación de Solidaridad Internacional (ASI) y Reiper, han trabajado para combatir y reducir este problema.
Hay registros de abusos sexuales por parte de soldados durante las guerras continentales y civiles. Entre 2004 y 2008, se registraron 140 casos de soldados que habían pagado para tener relaciones sexuales con menores de edad. Los soldados eran congoleños, hindúes y de los Cuerpos de Paz de la ONU. Hubo acusaciones de que miembros del ejército congoleño e hindú estuvieron involucrados con delincuente locales, en una red de prostitución infantil.
La prostitución infantil en el país toma variadas formas:
- "Shegues" - Niños y niñas de entre 13 y 16 años que huyen de sus hogares, y sobreviven mediante la práctica de la prostitución callejera.
- "Kamuke" o "Petit Poussins" - Chicos de entre 10 y 17 años que toman un rol pasivo en las relaciones sexuales.
- "Filles Londoniennes" - Chicas de entre 10 y 15 años, que ofrecen servicios sexuales en cascos urbanos
- "Encadreurs Filles" - Consiste en chicas que son ofrecidas a dignatarios durante su visita, como señal de apreciación. Esta actividad se vuelve cada vez menos recurrente.

## Tráfico sexual
El país ha sido origen, destino y zona de tránsito para mujeres y niños sometidos al tráfico sexual. Las mujeres y niñas son forzadas a casarse y servir como esclavas sexuales para miembros de algunos grupos armados del país. Se sospecha que algunos niños que viven en la calle están sometidos al tráfico sexual. Una ONG informó que algunas familias envían a sus hijos hacia Kinsasa, después de que se les prometieran oportunidades educativas para los niños; sin embargo, cuando llegan a la capital, los niños son sometidos al tráfico sexual. Las mujeres y niñas casadas de manera forzosa, son las más vulnerables ante este tráfico. Varias de estas víctimas son enviados hacia otros países de África, Medio Oriente y Europa para su explotación sexual.
La ley de violencia sexual de 2006 (Ley 6/018) prohíbe la esclavitud sexual, tráfico sexual, y la prostitución forada e infantil, y establece condenas que van desde 5 a 20 años de cárcel.
La Oficina de Monitoreo y Combate al Tráfico de Personas del Departamento de Estado de los Estados Unidos, posicionó a la República Democrática del Congo como un país de 'Nivel 3'.